# Kate Devlin
Kate Devlin (nascuda Adela Katharine Devlin) és una científica britànica especialista en intel·ligència artificial i interacció humà-computadora (HCI). És coneguda pel seu treball en sexualitat humana i robòtica i va ser copresidenta de la convenció anual Love and Sex With Robots en 2016 a Londres i va ser fundadora del primer hackató de tecnologia sexual realitzat en 2016 a Goldsmiths, Universitat de Londres.
És professora titular en el departament d'informàtica de Goldsmiths, part de la Universitat de Londres i és autora de The Brightness of Things: An Adventure in Light and Time, a més de diversos treballs acadèmics.